# Хороший хлопець (серіал, 2017)
«Хороший хлопець» (рос. «Хороший парень») — російськомовний мелодраматичний телесеріал, знятий в Україні. Прем'єра відбулася 27 березня 2017 на телеканалі 1+1. Адаптація однойменного південнокорейського серіалу 2012 року.

## Сюжет
Головний герой фільму Олег — порядний хлопець, навчається в університеті, мріє стати лікарем і одружитися з подругою дитинства Настею. Та в одну мить його життя змінюється, бо Настя випадково вбила людину. Любов Олега настільки сильна, що він вирішує допомогти Насті уникнути в'язниці й усю провину за вбивство бере на себе. Через 6 років хлопця достроково звільняють. Та його колишня наречена вже одружена з іншим. Олег стоїть перед вибором: помститися чи забути все, продовжувати кохати чи все ж спробувати щось змінити.

## У ролях
Кирило Дицевич, Анна Кошмал, Валерія Ходос, Володимир Горянський, Віра Кобзар, Міла Сивацька, Дмитро Чернов, Олексій Яровенко, Олександр Мартиненко, В'ячеслав Довженко, Катерина Тишкевич, Катерина Вишнева, Олег Савкін, Світлана Зеленковська, Інна Капінос, Наталія Васько, Петро Миронов, Юрій Гребельник, Олександр Ярема, Станіслав Щокін, Олександр Шевчук, Валерій Величко, Сергій Коршиков, Василь Кіба, Віталій Михальця, Сергій Одинцов, Олександр Суворов.

## Знімальна група
Продюсери:
- Олександр Ткаченко — генеральний продюсер.
- Олена Васильєва — генеральна продюсерка.
- Вікторія Лезіна — генеральна продюсерка.
- Володимир Андріюк — виконавчий продюсер.
- Олена Єремеєва — креативна продюсерка.

Автори сценарію:
- Ірина Чернова
- Олексій Пантелєєв
- Роман Шулюпов
- Георгій Кірвалідзе
- Діляра Шкурко
- Світлана Москаленко
- Марина Котеленець
- Тамара Каранта
- Лейла Лятіфова

Оператор:
- Віталій Запорожченко

## Саундтрек
Саундтреком до серіалу «Хороший хлопець» стала російськомовна пісня української співачки Тіни Кароль «Я не перестану». Відеокліп на цю пісню в YouTube має більше 2 млн переглядів.